# تشارلز كيث تايلور
تشارلز كيث تايلور هو سياسي كندي، ولد في 23 يونيو 1931 في بورتاج لابريري في كندا. حزبياً، نشط في الحزب الكندي التقدمي المحافظ. وقد انتخب عضو مجلس العموم الكندي.